# Sky: Figli della luce
Sky: Figli della luce (Sky: Children of the Light) è un videogioco di avventura sociale indie open world, sviluppato e pubblicato da Thatgamecompany per smartphone, console e PC.
È stato pubblicato per iOS il 18 luglio 2019, seguita da una versione per Android il 7 aprile 2020. Il 29 giugno 2021 è stato reso disponibile per Nintendo Switch, e il 6 dicembre 2022 è stato pubblicato per PlayStation 4 e PlayStation 5. Thatgamecompany ha annunciato l'arrivo di una versione per PC durante il 2023 tramite la piattaforma Steam, aprendo anche una pagina di anteprima.

## Modalità di gioco
In Sky, i giocatori esplorano un mondo magico caduto in rovina, alla ricerca di stelle cadute e spiriti degli antenati da riconsegnare al cielo, e svelare i misteri celati nei sette regni.
Il giocatore è in grado di volare nel cielo e planare grazie a un mantello incantato; questo viene potenziato dalle luci alate, aumentando il numero di cariche disponibili per volare, e ha bisogno di essere ricaricato da fonti di luce per essere riutilizzato.
Nel mondo di gioco è possibile incontrare gli spiriti degli antenati che abitavano i regni. Recuperando i loro ricordi, sarà possibile poi sbloccare delle animazioni chiamate espressioni, con cui il giocatore potrà esprimersi con altri giocatori o sbloccare determinate aree di gioco. Una volta che lo spirito è stato consegnato al cielo, sarà poi possibile interagire con esso per acquistare oggetti cosmetici tramite le valute di gioco.
Il gioco è fortemente focalizzato sulla meccanica sociale. I giocatori sono in grado di incontrarsi e fare amicizia tra loro, sbloccando nuove funzionalità con cui interagire tramite un sistema di livello di amicizia, tra cui la chat di gioco. È possibile comunicare anche tramite la moltitudine di espressioni e strumenti ottenuti dagli spiriti, ed è possibile accedere alla chat anche con sconosciuti tramite panchine e tavoli, che si possono trovare nel mondo od ottenere come ricompensa.
Il personaggio giocante è personalizzabile tramite una moltitudine di mantelli, maschere, acconciature, collane ed altri accessori, ottenibili dagli spiriti, attraverso il pass avventura stagionale, oppure da pacchetti DLC a pagamento.
Il gioco presenta regolarmente eventi a tempo limitato a cadenza stagionale, in cui vengono aggiunte nuove aree di gioco, spiriti da collezionare e una serie di missioni che racconta la storia dell'evento. È possibile ottenere dagli spiriti nuovi oggetti cosmetici ed espressioni tramite una valuta di gioco aggiuntiva per la stagione. Parte dei contenuti stagionali richiede l'acquisto di un pass avventura per essere sbloccati. Gli oggetti cosmetici degli spiriti degli eventi precedenti possono essere ottenuti anche tramite il sistema di "spiriti vaganti", in cui ogni due settimane uno spirito stagionale casuale fa ritorno per un periodo di tempo limitato.

## Collaborazioni
Thatgamecompany ha collaborato con una serie di artisti ed enti per contenuti ed eventi di gioco.
La cantautrice norvegese Aurora ha contribuito alle parti vocali dei brani The Light Beyond (presente nella sezione finale del gioco) e Constellation (utilizzato nei titoli di coda), composti da Vincent Diamante. A lei è dedicata anche la Stagione di AURORA, un evento stagionale che ha incluso il primo concerto virtuale di Sky, in cui il suo avatar virtuale si è esibito nelle canzoni Exhale Inhale, Runaway, All is Soft Inside, Warrior, The Seed, Through the Eyes of a Child e Queendom.
Per celebrare il 75º anniversario del racconto Il Piccolo Principe, gli sviluppatori, tramite un accordo con POMASE (l'attuale titolare del copyright) hanno dedicato un evento stagionale a tema il 6 luglio 2021. Tale evento ha inserito delle nuove aree di gioco e degli spiriti fortemente ispirati ai personaggi incontrati dal piccolo principe nel racconto (il re solitario, il vanitoso, l'ubriacone, l'uomo d'affari che conta le stelle, il lampionaio e il geografo) nonché il piccolo principe stesso e la sua rosa.

## Accoglienza
Metacritic ha assegnato al gioco un voto di 82 su 100 su 18 recensioni, oltre a premiarlo come gioco iOS più condiviso del 2019, quinto gioco iOS più discusso del 2019 e inserendolo al dodicesimo posto dei migliori giochi iOS del 2019. Game Informer gli ha attribuito un punteggio di 8,5 su 10, affermando che "Sky è un gioco robusto, commovente ed uno dei migliori giochi da condividere con gli altri, in particolare le persone che normalmente non prenderebbero un videogioco". GameSpot ha assegnato al gioco un 8 su 10, elogiando la grafica, le animazioni e le musiche, tuttavia ammettendo che "tornare negli ambienti precedentemente visitati non è così accattivante come avviene nel primo viaggio". IGN ha assegnato al gioco un 8.5 su 10, paragonandolo al suo predecessore: "un seguito più grande e più audace che espande ciò che ha reso Journey così meraviglioso". Destructoid, come molti altri recensori, lo ha elogiato e definito un gioco che "tutti dovrebbero provare", sono stati tuttavia estremamente criticati i controlli touch e la mancanza di controllo del personaggio principale, concludendo che "quasi tutti dovrebbero aspettare una versione console o PC per giocarlo".

### Riconoscimenti
Il gioco ha vinto il premio Apple per il "miglior videogioco iPhone dell'anno" nel 2019.
| Anno | premio                           | Categoria                                        | Risultato       | Fonte         |
| ---- | -------------------------------- | ------------------------------------------------ | --------------- | ------------- |
| 2019 | Golden Joystick Awards           | Gioco mobile dell'anno                           | Candidato/a     | [ 20 ]        |
| 2019 | The Game Awards                  | Miglior gioco mobile                             | Candidato/a     | [ 21 ]        |
| 2020 | New York Game Awards             | Premio A-Train per il miglior gioco mobile       | Candidato/a     | [ 22 ]        |
| 2020 | Pocket Gamer Mobile Games Awards | Gioco dell'anno                                  | Candidato/a     | [ 23 ]        |
| 2020 | Pocket Gamer Mobile Games Awards | Migliore realizzazione audiovisiva               | Candidato/a     | [ 23 ]        |
| 2020 | Pocket Gamer Mobile Games Awards | Pocket Gamer People's Choice                     | Vincitore/trice | [ 23 ]        |
| 2020 | D.I.C.E. Awards                  | Gioco mobile dell'anno                           | Candidato/a     | [ 24 ]        |
| 2020 | NAVGTR Awards                    | Miglior gioco originale per famiglia             | Candidato/a     | [ 25 ]        |
| 2020 | NAVGTR Awards                    | Miglior colonna sonora originale in una nuova IP | Candidato/a     | [ 25 ]        |
| 2020 | Game Developers Choice Awards    | Miglior gioco mobile                             | Candidato/a     | [ 26 ] [ 27 ] |
| 2020 | Game Developers Choice Awards    | Premio del pubblico                              | Vincitore/trice | [ 26 ] [ 27 ] |
| 2020 | SXSW Gaming Awards               | Gioco mobile dell'anno                           | Vincitore/trice | [ 28 ]        |
| 2020 | G.A.N.G. Awards                  | Miglior musica per un gioco indie                | Candidato/a     | [ 29 ]        |
| 2020 | G.A.N.G. Awards                  | Miglior sound design in un gioco casual/sociale  | Candidato/a     | [ 29 ]        |
| 2020 | G.A.N.G. Awards                  | Miglior musica in un gioco casual                | Candidato/a     | [ 29 ]        |
| 2020 | G.A.N.G. Awards                  | Migliore canzone originale ("Constellation")     | Candidato/a     | [ 29 ]        |
| 2020 | Webby Awards                     | Miglior visual design per app o mobile           | Vincitore/trice | [ 30 ]        |
| 2020 | Apple Design Awards              | Miglior design e innovazione                     | Vincitore/trice | [ 31 ]        |
| 2020 | Games for Change Awards          | Miglior gameplay                                 | Vincitore/trice | [ 32 ]        |
| 2020 | Games for Change Awards          | G4C People's Choice Award                        | Vincitore/trice | [ 32 ]        |